# Strathocles
Strathocles es un género de polillas de la familia Noctuidae.

## Taxonomía
Strathocles fue circunscrito por Herbert Druce en Biologia Centrali-Americana. Inicialmente se incluyeron dos especies, ambas descritas en la misma obra: S. ribbei, que Druce designó como la especie tipo, y S. imitata.

## Especies
A 2017, GBIF reconoce las siguientes especies:
Strathocles albipulla, Dognin, 1914
Strathocles funebris, Schaus, 1912
Strathocles imitata, Druce, 1891
Strathocles magnipilosa, Dognin, 1923
Strathocles parvipulla, Dognin, 1914
Strathocles pulla, Dognin, 1914
Strathocles punctiuncula, Dognin, 1914
Strathocles ribbei, Druce, 1891